# Hansel and Gretel: An Opera Fantasy

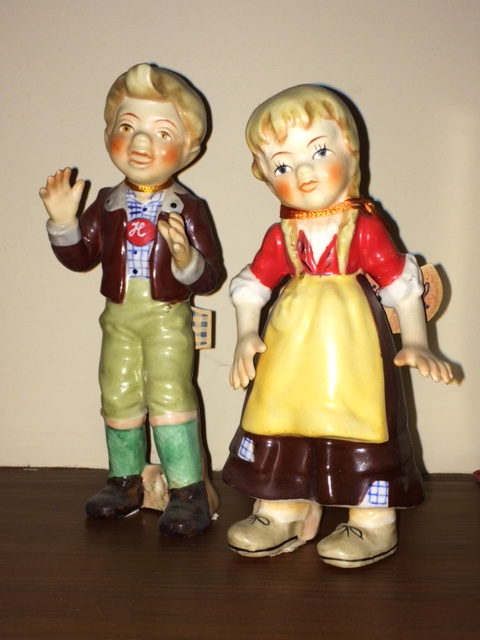
Los personajes se diseñaron con títeres y fueron basados en el cuento homónimo.

Hansel and Gretel: An Opera Fantasy (también conocido simplemente como Hansel and Gretel) es un largometraje de animación en stop motion de 1954, estrenado por RKO Pictures. La película está basada en la ópera Hansel y Gretel de Engelbert Humperdinck, de donde deriva su música. Fue el primer largometraje de animación estadounidense no realizado por Walt Disney desde Mr. Bug Goes to Town en 1941 y el primer largometraje de animación estadounidense no realizado con animación en cel.
La película recibió una buena recepción tanto en crítica como en taquilla, lo que llevó a que se reestrenara varias veces en períodos navideños.